# Yoav Shamir

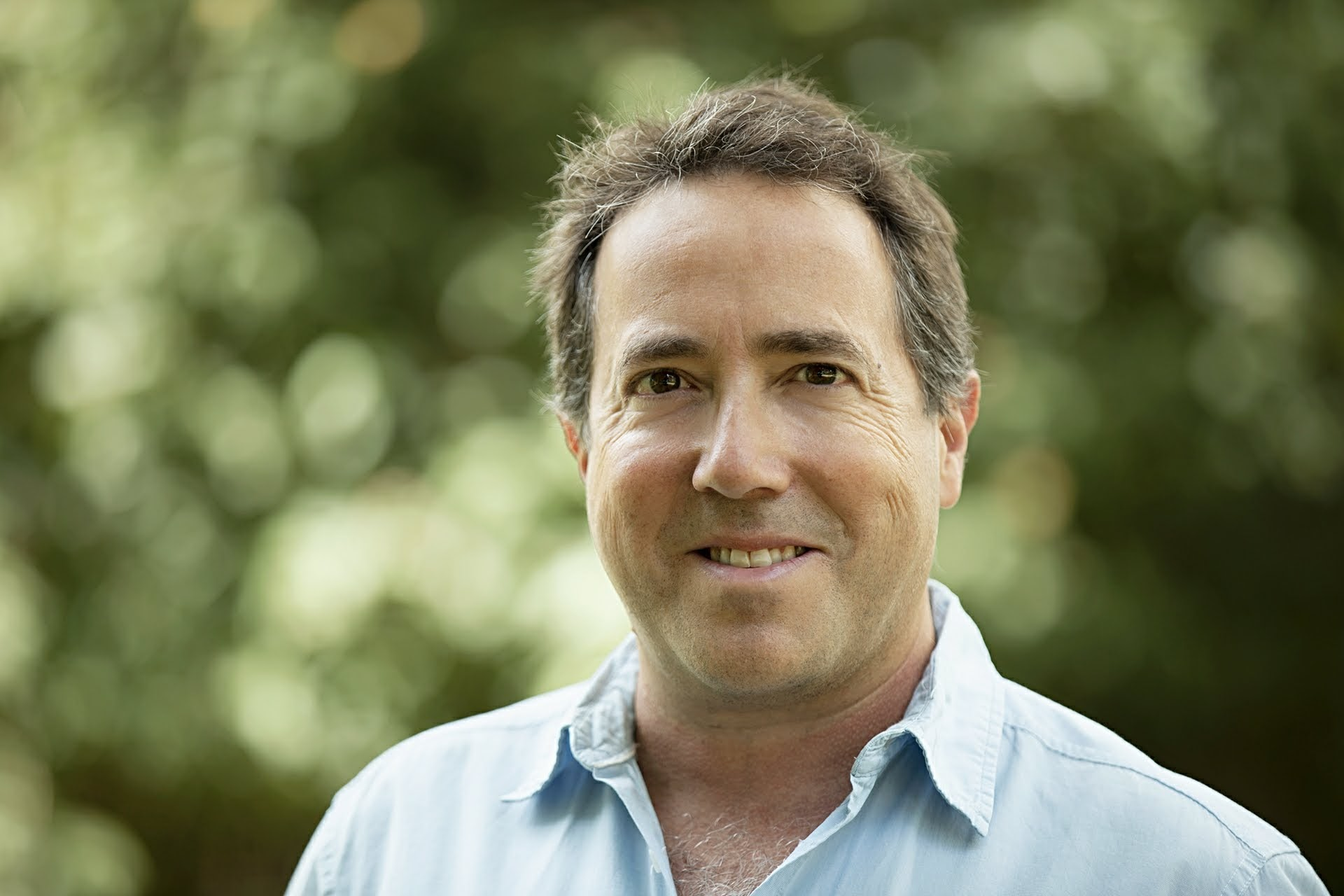

Yoav Shamir, född 6 november 1970 i Tel Aviv, är en israelisk dokumentärfilmare. Han debuterade 2003 med filmen Checkpoint – ockupationsmakt, om israeliska kontrollstationer på ockuperad palestinsk mark. Filmen ledde till anklagelser om antisemitism, vilket blev grunden för filmen Defamation från 2009.

## Liv och gärning
Yoav Shamir är utbildad vid Tel Avivs universitet där han läste historia, filosofi och film. Han debuterade som filmare 2003 med dokumentären Checkpoint – ockupationsmakt, som utspelar sig vid kontrollstationer på ockuperad palestinsk mark, och skildrar den vardagliga växelverkan mellan den israeliska armén och lokalbefolkningen. Filmen fick mycket uppmärksamhet och vann flera festivalpriser. Flipping out från 2008 handlar om unga israeler som efter sin militärtjänstgöring åker till Indien och tar droger.
Checkpoint – ockupationsmakt ledde så småningom till anklagelser om antisemitism. Enligt Shamir var det i synnerhet amerikanska judar som blev upprörda av filmen, och han själv blev konfunderad av deras anklagelser. Han bestämde sig därför för att utforska ordet antisemitism och dess användning, vilket resulterade i filmen Defamation. Filmen kretsar främst kring den amerikanska organisationen Anti-Defamation League (ADL), som hade attackerat Shamir, men lät honom följa organisationen när han berättade att han ville göra en film om antisemitism. Defamation kritiserar hur anklagelser om antisemitism och hänvisningar till Förintelsen används som politiska redskap, i såväl Israel som i Västvärlden.
Abraham Foxman på ADL beskrev den färdiga filmen som "en missad möjlighet att dokumentera ett seriöst och viktigt ämne". Shamir blev bland annat anklagad för att ge sig på "enkla måltavlor" när han attackerade ADL, men svarade att han inte kan "se hur en organisation som arbetar med en årlig budget på 70 000 000 dollar kan betraktas som en enkel måltavla". När filmen premiärvisades i Sverige på festivalen Doc Lounge Malmö kritiserade filmskribenten Charlotte Winberg detta i Expressen. Winberg menade att filmen var olämplig att lyfta fram utanför ett israeliskt sammanhang, eftersom den enligt henne "blir otillräcklig, rent av missvisande ställd i ett sammanhang där våld och hatpropaganda mot judar och romer är en realitet". Filmen tilldelades bland annat Asia Pacific screen award för bästa dokumentärfilm.

## Filmografi
- Checkpoint – ockupationsmakt (Machssomim) (2003)
- 5 days (2005)
- Flipping out (2008)
- Defamation (Hashmatsa) (2009)
- Full gas (2010)
- Hjältekoden (10%: what makes a hero?) (2013)